# Open Up!
"Open Up!" är en sång av Tomas Ledin från 1980. Den finns med på hans åttonde studioalbum Lookin' for a Good Time (1980), men utgavs också som tredje och sista singel från nämnda album.

## Låtlista
A
1. "Open Up" – 3:45

B
1. "Vi ska gömma oss i varandra" – 5:00
2. "Tagen på bar gärning" – 2:00

## Listplaceringar
| Lista (1980) | Topplacering |
| ------------ | ------------ |
| Sverige      | 11           |

## Medverkande
- Wlodek Gulgowski – keyboards
- Roger Gunnarsson – stråkarrangemang, bas
- Tomas Ledin – sång, producent
- Leif Mases – tekniker
- Mats Ronander – gitarr
- Åke Sundqvist – trummor, slagverk

### Fotnoter
1. ↑  ”Tomas Ledin”. Svensk mediedatabas. http://smdb.kb.se/catalog/search?q=Tomas+Ledin+year%3A1970-1979&sort=OLDEST. Läst 15 januari 2013.
2. ↑  Placeringar på den svenska singellistan